# Podbrđe
Podbrđe (cyr. Подбрђе) – wieś w Bośni i Hercegowinie, w Republice Serbskiej, w gminie Kotor Varoš. W 2013 roku liczyła 183 mieszkańców.